# Granitzenbach
Granitzenbach är ett vattendrag i Österrike.   Det ligger i förbundslandet Steiermark, i den östra delen av landet, 170 km sydväst om huvudstaden Wien.
I omgivningarna runt Granitzenbach växer i huvudsak blandskog. Runt Granitzenbach är det ganska glesbefolkat, med 48 invånare per kvadratkilometer.